# Franzensburg

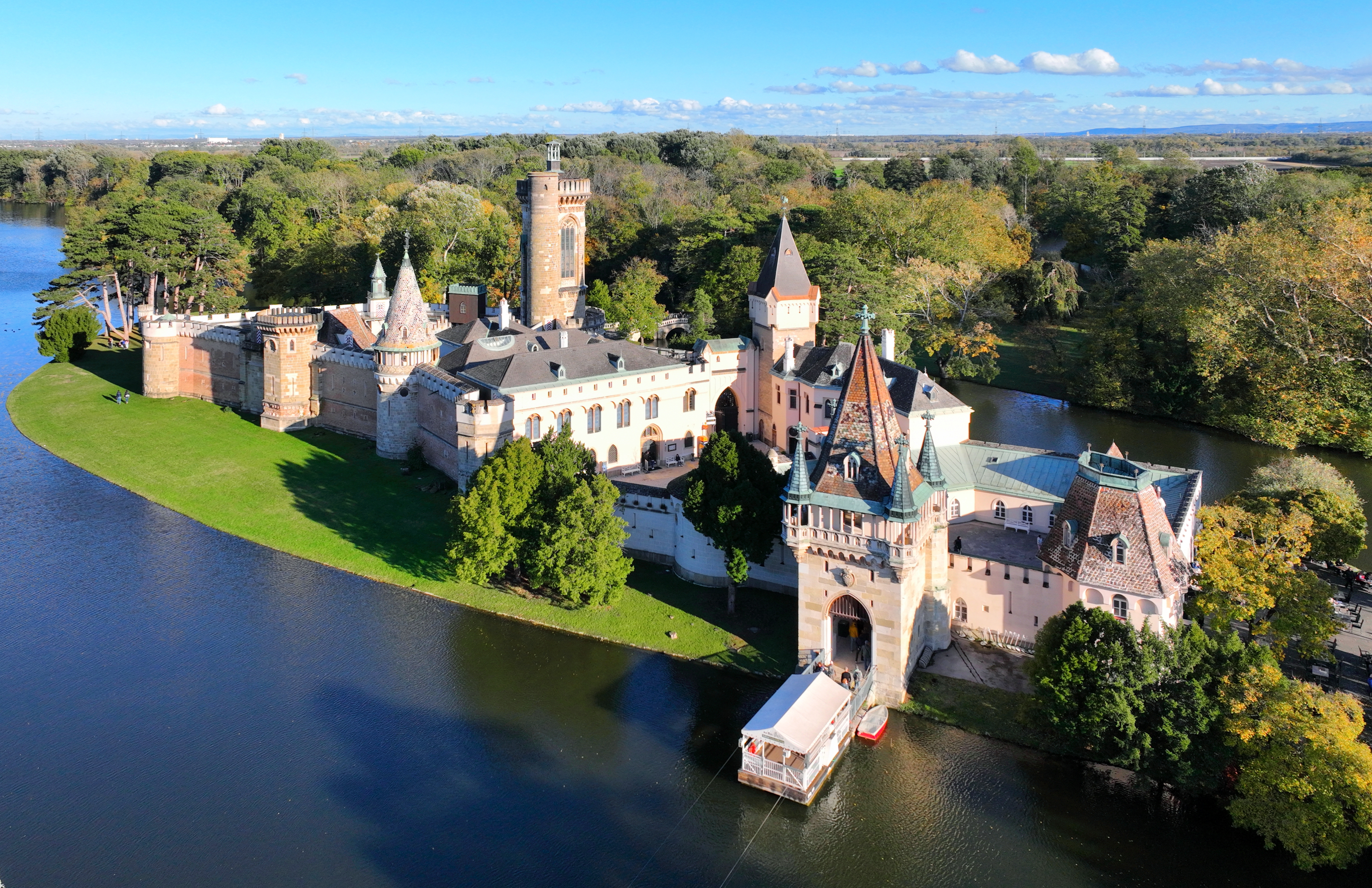
Franzensburg

Il Franzensburg è un castello che sorge a Laxenburg, in Bassa Austria (distretto di Mödling), non distante da Vienna e a poca distanza dai castelli di Laxenburg. Fu costruito negli anni 1799-1801 e terminato nel 1835.
Questo castello è l'imitazione di un maniero medioevale su un'isola artificiale in mezzo al Lago del castello, fatto costruire sotto l'imperatore Francesco II. Il ricco arredamento del castello è oggi custodito da un museo pubblico. L'imperatrice Elisabetta di Baviera trascorse qui il suo viaggio di nozze con l'imperatore Francesco Giuseppe dopo il loro matrimonio.